# Stephen Cooper
Stephen Cooper é um editor, biógrafo e escritor-produtor americano. Ele é professor de inglês na California State University, Long Beach,  e também lecionou por muitos anos no Writers' Program of UCLA Extension.  Ele nasceu, cresceu e mora em Los Angeles .  ;  foi membro de banca de  dissertação de mestrado na UFMG sobre aspectos da vida e obra de John Fante. 

## Trabalhos
Considerado  provavelmente a maior autoridade em "John Fante" se destacando como tendo escrito a primeira biografia do escritor italiano. 
- Cheio de Vida: Uma Biografia de John Fante , North Point Press/FSG 2000; Imprensa da Cidade Anjo, 2005,ISBN 978-1-883318-58-1

### Editor
- Perspectivas sobre John Huston, GK Hall, 1994,ISBN 978-0-8161-1985-1
- John Fante: A Critical Gathering, coeditado com David Fine, Fairleigh Dickinson University Press, 1999
- A Grande Fome: Histórias 1932-1959, Black Sparrow Press, 2000,ISBN 9781574231205
- O leitor John Fante (Ecco Press 2003); HarperCollins, 2003,ISBN 978-0-06-095948-7
- 'Ask the Dust' de John Fante: uma união de vozes e visões, coeditado com Clorinda Donato, Fordham University Press, 2020.

### Escritor-produtor
- Luta: A Vida e a Arte Perdida de Szukalski, Documentário Original Netflix, 2018.